# Segona mutació consonàntica germànica
La segona mutació consonàntica és un conjunt de modificacions fonètiques que afectaren les consonants de l'antic alt-alemany (actualment conegut sovint simplement com a "alemany") tot separant-lo del baix alemany a través d'una isoglossa coneguda com a línia Benrath. S'esdevingué després de les modificacions descrites per les lleis de Grimm i de Verner (que hom agrupa sota el nom de "primera mutació consonàntica") entre els segles IV i viii. Afectà tot el lèxic del moment, però també manlleus posteriors.
L'estudi d'aquestes modificacions és bàsic per a la comprensió de les especificitats fonètiques de l'alemany respecte les altres llengües germàniques.

## Mecanismes generals
Les consonants afectades són les resultants de la primera mutació consonàntica. Sa principal modificació consisteix en una africació de les oclusives.
Hom distingeix els canvis en funció de si les consonants són sordes, sonores, simples o geminades i segons llur posició (a l'inici o després de consonant líquida, entre vocals, al final). Les sonores seguiren evolucions diferents en funció dels dialectes.

### Taula sinòptica de les evolucions
| Simples sordes | Simples sordes | Simples sordes | Simples sordes | Gem. sordes | Sonores simples | Sonores simples | Sonores simples | Sonores simples | Sonores gem. | Fricatives simples | Fricatives simples | Fricatives gem. | Fricatives gem. |
| -------------- | -------------- | -------------- | -------------- | ----------- | --------------- | --------------- | --------------- | --------------- | ------------ | ------------------ | ------------------ | --------------- | --------------- |
|                | Inic.          | Intervoc.      | Fin.           | Gem. sordes |                 | 1               | 2               | 3               | Sonores gem. | Fricatives simples | Fricatives simples | Fricatives gem. | Fricatives gem. |
| *p →           | pf             | ff             | f              | ppf         | *b →            | p               | p / b           | b               | pp           | *θ →               | d                  | *θθ →           | tt              |
| *t →           | ts             | ss             | s              | tts         | *d →            | t               | t / d           | d               | tt           | *f →               | b                  | *ff →           | ff              |
| *k →           | kx             | xx             | x              | kkx         | *g →            | k               | k /g            | g               | kk           | *x →               | x                  | *xx →           | xx              |

## Exemples
Per constatar l'evolució de les consonants de l'alt alemany és possible de contrastar-hi mots en la majoria de llengües germàniques i, en fi, un gran nombre de les indoeuropees. Si hom se centra en l'evolució de *p :
- inicial: el manlleu llatí puteus « pou » esdevingué phuzza (recordatori : ph = /pf/ i zz /tts/) ;
- després de líquida: hëlphan « ajudar » però gòtic hilpan, anglès (to) help, neerlandès helpen, noruec hjelpe. L'actual helfen ve de hëlfan (vegeu més amunt) ;
- intervocàlic: offan « obert » (modern: offen) però anglès i neerlandès open, noruec åpen, islandès opinn, antic grec ὑπό hupó « sobre » (el mot és una preposició / adverbi provinent del matèix ètim; l'/h/ inicial hi és secundària) ;
- final: buoh « llibre » (on l'h final val /x/; modern : Buch), mentre que l'antic anglès bōc, neerlandès boek, islandès bók.

### Taula d'exemples
Comparació de mots alemanys, neerlandesos i anglesos que mostren la segona mutació consonàntica que el primer patí:
| Català    | Alemany | Neerlandès | Anglès |
| corriol   | Pfad    | pad        | path   |
| arma      | waffe   | wapen      | weapon |
| aigua     | Wasser  | water      | water  |
| aquell(a) | das     | dat        | that   |
| fer       | machen  | maken      | make   |
| dia       | Tag     | dag        | day    |
| dos       | zwei    | twee       | two    |
| cor       | Herz    | hart       | heart  |